# Karel Sedlák
Karel Sedlák (4. listopadu 1916 Pardubice – 24. října 1942 koncentrační tábor Mauthausen) byl podporovatel výsadku Silver A, Anthropoid a Out Distance popravený nacisty.

## Život a spolupráce s výsadky
Karel Sedlák se narodil 4. listopadu 1916 do rodiny Františka Sedláka a Marie Sedlákové, rozené Findejsové. Pracoval v Praze v pobočce Škodových závodů a byl římskokatolického vyznání. Byl ženatý se Soňou Sedlákovou, rozenou Polákovou. Jeho tchán byl jedním z ředitelů Škodových závodů.
Soňa a Karel Sedlákovi byli přátelé manželů Hany Krupkové a Václava a Krupky z Pardubic. Hana Krupková se prostřednictvím svojí kamarádky Taťány Hladěnové dostala do kontaktu s velitelem paravýsadku Silver A Alfrédem Bartošem, spolu se svým manželem začala členům tohoto výsadku pomáhat a do pomoci zapojila i manžele Sedlákovy. Ve svém bytě v ulici Krále Jiřího 962 v pražských Vršovicích (dnes již neexistující dům, na jehož místě dnes stojí zástavba z 50. let) ubytovávali Sedlákovi manžele Krupkovy a v první polovině roku 1942 zde přespal Alfréd Bartoš. Karel Sedlák dodával parašutistům zpravodajské informace. Před operací Canonbury v Plzni, do které byli zapojeni parašutisté ze skupin Out Distance, Anthropoid a Silver A., dodal výsadkářům přesný popis továrny, jejích budov i jednotlivých provozů.

## Zatčení a smrt
Sedlákovi byli zatčeni 26. června 1942 na základě toho, že Soňa Sedláková poslala do Pardubic ke Krupkovým zájemce o ilegální činnost. Bohužel ale nevěděla, že Krupkovi byli 17. června zatčeni gestapem. Rodina se pokoušela gestapo uplatit, což se nezdařilo. Zatčena byla i jeho tchyně Alžběta Poláková (* 14. 12. 1891). Z vazby na byli všichni deportováni do Malé pevnosti Terezín. Dne 29. září 1942 byli stanným soudem odsouzeni k trestu smrti, dne 24. října 1942 v koncentračním táboře Mauthausen zastřeleni.

## Připomínka
- Jeho jméno (Sedlák Karel 4. 11. 1916), jméno jeho manželky (Sedláková Soňa roz. Poláková * 22. 4. 1921) a jméno jeho tchyně (Poláková Alžběta roz. Wissbergerová * 14. 12. 1891) je uvedeno na pomníku spolupracovníků parašutistů a jejich rodinných příslušníků, kteří byli popraveni v německém koncentračním táboře Mauthausenu. V lednu 2011 byl slavnostně odhalen na terase kostela sv. Cyrila a Metoděje v Resslově ulici.[2]
- Na chodník u Jiráskova náměstí čp. 1981/6 (v podloubí Tančícího domu, na nábřeží) byly umístěny tři tzv. kameny zmizelých (dlažební kostky s mosazným povrchem). Na kameni vpravo je následující text: "Zde žil Karel Sedlák, nar. 1916, zatčen 26. 6. 1942 za podporu výsadků Silver A. a Anthropoid, deportován do Terezína, popraven 24. 10. 1942 v Mauthausenu." Vedle tohoto kamene se nachází ještě další dva věnované jeho tchyni (která bydlela na blízkém Rašínově nábřeží, proto toto místo) a manželce.[3][4]

## Galerie

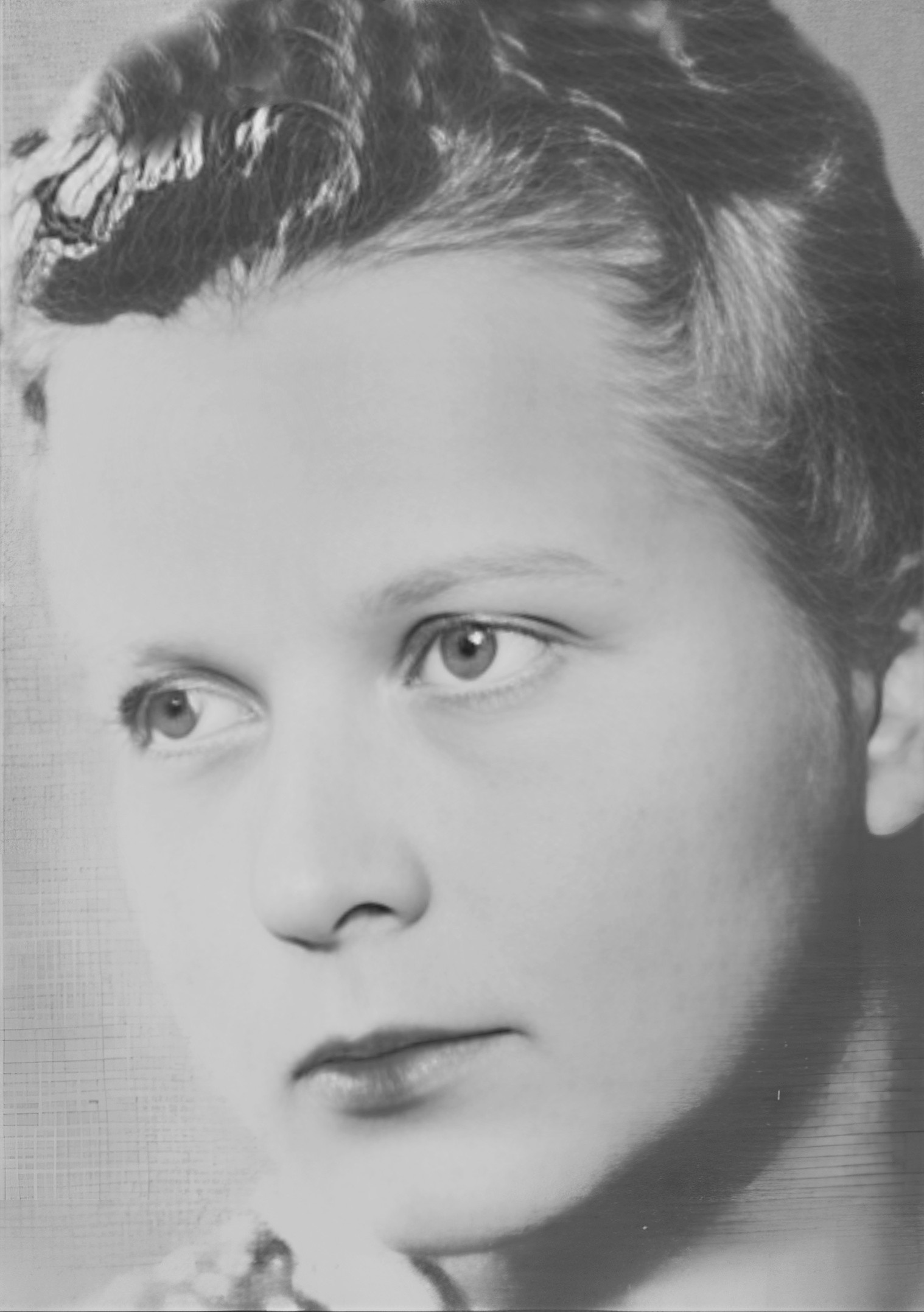
Jeho manželka Soňa Sedláková
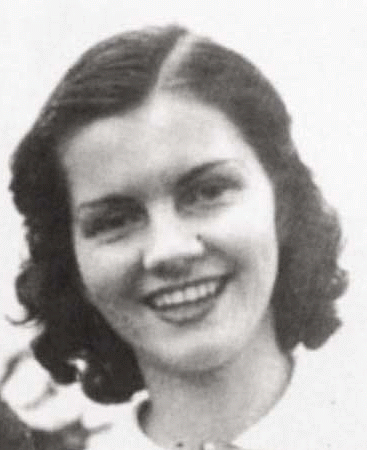
Hana Krupková, spolupracovnice Sedlákových
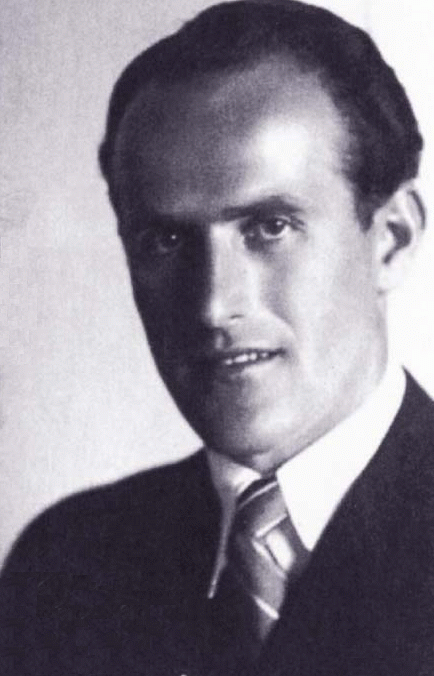
Václav Krupka, spolupracovník Sedlákových
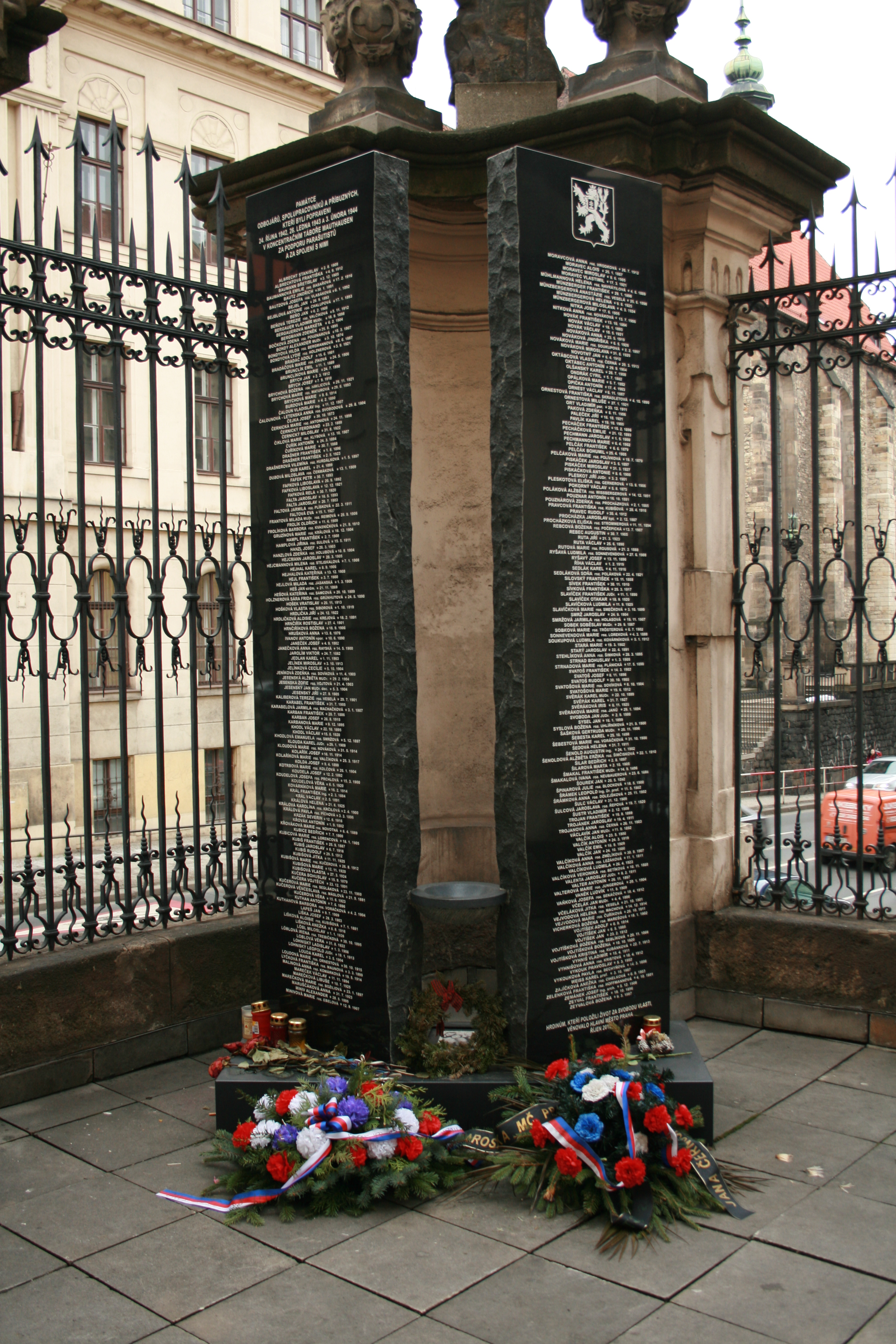
Pomník spolupracovníků parašutistů a jejich rodinných příslušníků na terase kostela sv. Cyrila a Metoděje v Resslově ulici v Praze
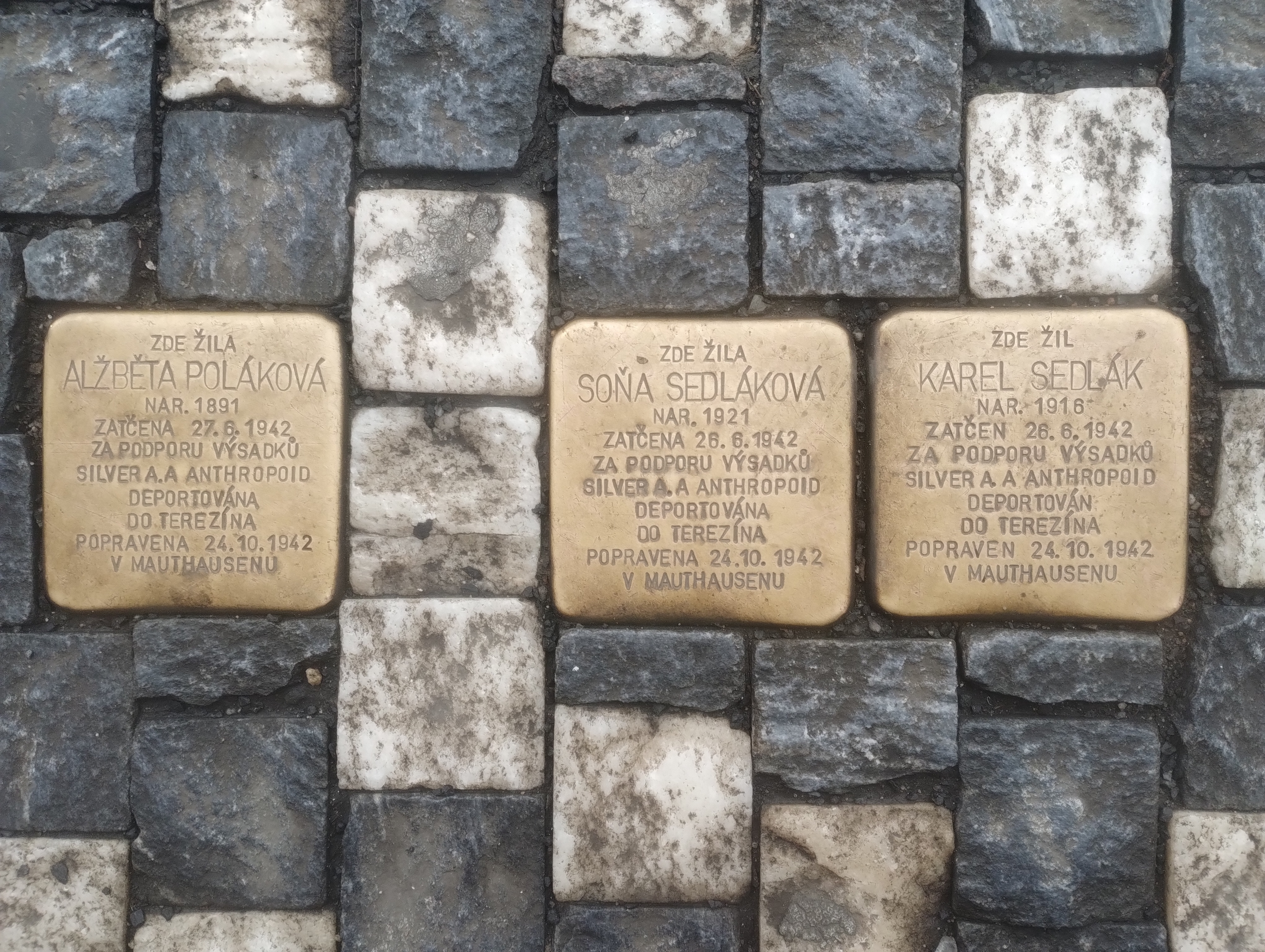
Kameny zmizelých před Tančícím domem, Jiráskovo náměstí v Praze
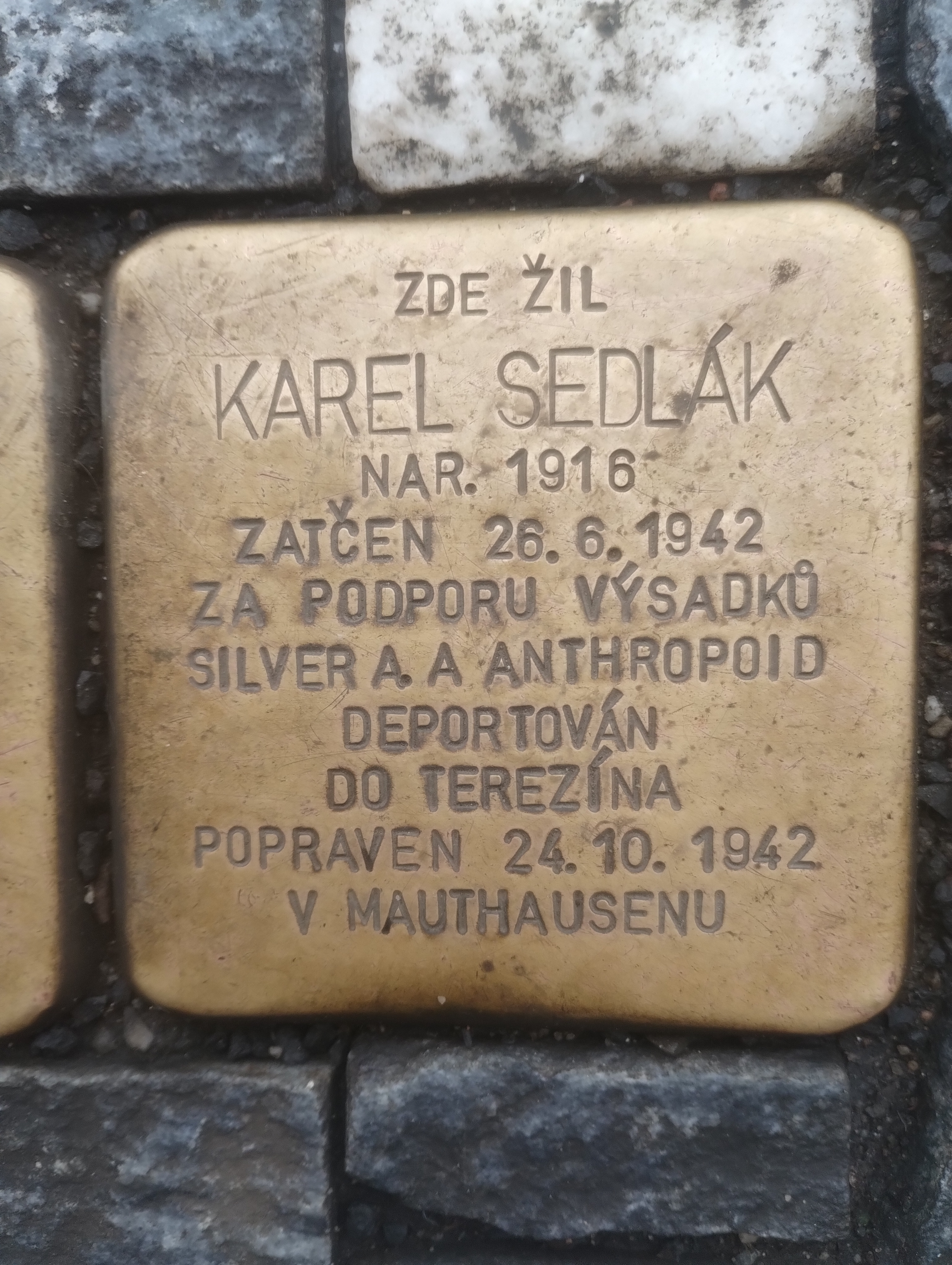
Detail kamenu Karla Sedláka, Jiráskovo náměstí v Praze